# Zalesie (gmina Pionki)
Zalesie (do końca 1976 pod nazwą Trupień) – wieś w Polsce położona w województwie mazowieckim, w powiecie radomskim, w gminie Pionki.
W skład sołectwa Zalesie wchodzi także wieś Kamyk. W 2023 sołectwo liczy 488 mieszkańców.
W latach 1957–1975 miejscowość administracyjnie należała do województwa kieleckiego, następnie W latach 1975–1998 do województwa radomskiego.
Wierni Kościoła rzymskokatolickiego należą do parafii św. Maksymiliana Kolbego w Pionkach.